# 58534 Logos
58534 Logos è un oggetto transnettuniano. Scoperto nel 1997, presenta un'orbita caratterizzata da un semiasse maggiore pari a 45,2884930 UA e da un'eccentricità di 0,1184516, inclinata di 2,89983° rispetto all'eclittica.
L'asteroide è dedicato all'omonimo Eone di sesta generazione secondo l'opera degli gnostici Tolomeo e Colorbaso.
È stato individuato un satellite dell'asteroide che ha ricevuto la denominazione Zoe, con riferimento all'altro eone di sesta generazione.